# Tourville-sur-Pont-Audemer
Tourville-sur-Pont-Audemer es una localidad y comuna francesa situada en la región de Alta Normandía, departamento de Eure, en el distrito de Bernay y cantón de Pont-Audemer.

## Demografía
| 408 | 344 | 410 | 463 | 624 | 647 | 625 | 616 | 578 | 529 | 475 | 454 | 438 | 431 | 409 | 422 | 429 | 373 | 388 | 405 | 362 | 436 | 335 | 416 | 395 | 479 | 477 | 506 | 565 | 507 | 528 | 553 | 685 |
| Para los censos de 1962 a 1999 la población legal corresponde a la población sin duplicidades (Fuente: INSEE [Consultar]) |     |     |     |     |     |     |     |     |     |     |     |     |     |     |     |     |     |     |     |     |     |     |     |     |     |     |     |     |     |     |     |     |

Gráfica de la evolución de la población de la comuna entre 1794 y 1999

## Administración

### Entidades intercomunales
Tourville-sur-Pont-Audemer está integrada en la Communauté de communes de Pont-Audemer. Además, forma parte de diversos sindicatos intercomunales para la prestación de diversos servicios públicos:
- S.A.E.P de Beuzeville
- Syndicat de l'électricité et du gaz de l'Eure (SIEGE)
- Syndicat d'Eau de la Région du Lieuvin (SERL)

### Riesgos
La prefectura del departamento de Eure incluye la comuna en la previsión de riesgos mayores por la presencia de cavidades subterráneas.